# L'investitore intelligente
L'investitore intelligente (titolo originale The Intelligent Investor) è un saggio fondamentale sugli investimenti finanziari di Benjamin Graham, pubblicato nella sua prima versione nel 1949. Benjamin Graham, stimato professore di finanza alla Columbia University di New York, molti anni prima aveva scritto l'altrettanto famoso Security Analysis, un testo che era stato pubblicato per la prima volta nel 1934.

## Contesto e storia
The Intelligent Investor è basato sul value investing, un approccio d'investimento che Graham iniziò ad insegnare alla Columbia Business School nel 1928. L'autore fa tesoro di quanto appreso durante gli eccessi degli anni '20, con le speculazioni di borsa che mandavano alle stelle i prezzi delle stesse, e di quanto occorse nel successivo decennio degli anni '30, in cui rovinosamente le quotazioni crollarono o si ridimensionarono. Per questo il saggio rappresenta un epocale cambiamento nell'approccio nella selezione delle azioni e nella visione del mercato nel suo insieme. 
Egli lo spiega così:

## La prefazione di Warren Buffett
Secondo la prefazione di Warren Buffett, personaggio che ha letto e riletto il libro innumerevoli volte come da lui stesso sottolineato, i capitoli più importanti sono due:
l'ottavo ("L’investitore e le fluttuazioni del mercato") e il ventesimo ("Il margine di sicurezza come concetto centrale degli investimenti)". Infatti essi trasmettono, rispettivamente, una spiegazione di come deve porsi il soggetto davanti alle brusche variazioni di prezzo determinate dagli operatori del mercato azionario e come ridurre il rischio di aver sopravvalutato un titolo in borsa grazie al concetto di "margine di sicurezza".
Warren Buffett precisa che il libro del suo maestro è stato così lungimirante da fargli cambiare prospettiva per sempre oltre che ad averlo meglio orientato in tema di investimenti finanziari.

## Edizioni
Il libro, pubblicato per la prima volta nel 1949, fu rivisto più volte da Graham. L'ultima revisione, pubblicata nel 1973 come "Fourth Revised Edition" (Quarta Edizione Rivista), includeva una prefazione e appendici a cura di Warren Buffett. I commenti e le nuove note sono state aggiunte alla quarta edizione da Jason Zweig e la nuova revisione è stata pubblicata nel 2003.
- Benjamin Graham, The Intelligent Investor, collana Harper Business, Harper & Row, Publishers Inc., 1973,  p. 340, ISBN 0-06-015547-7.
- Benjamin Graham e Jason Zweig, The Intelligent Investor (Edizione rivista 1973), HarperBusiness Essentials, 2003, 640 pages. ISBN 0-06-055566-1.
- Benjamin Graham, The Intelligent Investor (riedizione del 1949), Collins, 2005, pp. 269, ISBN 0-06-075261-0.
- Benjamin Graham, The Intelligent Investor, Rev. Ed., collana Harper Business, Harper & Row, Publishers Inc., 2009,  p. 640, ISBN 9780061745171.

Il 7 luglio 2015 è stata pubblicata anche una versione audio integrale dell'edizione rivista di The Intelligent Investor.
L'11 settembre 2020 è stata pubblicata la versione italiana del saggio con il titolo "L'investitore Intelligente", curata da Paolo Basilico e tradotta da Ilaria Katerinov.

## Contenuti del libro
edizione americana (2003)
- Introduction: What This Book Expects to Accomplish
- Commentary on the Introduction

1. Investment versus Speculation: Results to Be Expected by the Intelligent Investor
2. The Investor and Inflation
3. A Century of Stock Market History: The Level of Stock Market Prices in Early 1972
4. General Portfolio Policy: The Defensive Investor
5. The Defensive Investor and Common Stocks
6. Portfolio Policy for the Enterprising Investor: Negative Approach
7. Portfolio Policy for the Enterprising Investor: The Positive Side
8. The Investor and Market Fluctuations
9. Investing in Investment Funds
10. The Investor and His Advisers
11. Security Analysis for the Lay Investor: General Approach
12. Things to Consider About Per-Share Earnings
13. A Comparison of Four Listed Companies
14. Stock Selection for the Defensive Investor
15. Stock Selection for the Enterprising Investor
16. Convertible Issues and Warrants
17. Four Extremely Instructive Case Histories and more
18. A Comparison of Eight Pairs of Companies
19. Shareholders and Managements: Dividend Policy
20. "Margin of Safety" as the Central Concept of Investment

- Postscript
- Commentary on Postscript
- Appendixes

1. The Superinvestors of Graham-and-Doddsville
2. Important Rules Concerning Taxability of Investment Income and Security Transactions (in 1972)
3. The Basics of Investment Taxation (Updated as of 2003)
4. The New Speculation in Common Stocks
5. A Case History: Aetna Maintenance Co.
6. Tax Accounting for NVF's Acquisition of Sharon Steel Shares
7. Technological Companies as Investments

- Endnotes
- Index

edizione italiana (2020)
- Introduzione: che cosa si prefigge di ottenere questo libro
- COMMENTO ALL’INTRODUZIONE

1. Investimento e speculazione: i risultati che l’investitore intelligente può attendersi
2. L’investitore e l’inflazione
3. Un secolo di storia del mercato azionario: il livello dei prezzi all’inizio del 1972
4. La strategia generale di portafoglio: l’investitore difensivo
5. L’investitore difensivo e le azioni ordinarie
6. La strategia di portafoglio dell’investitore intraprendente: approccio negativo
7. La strategia di portafoglio per l’investitore intraprendente: il lato positivo
8. L’investitore e le fluttuazioni del mercato
9. Investire nei fondi di investimento
10. L’investitore e i suoi consulenti
11. L’analisi dei titoli per l’investitore dilettante: l’approccio generale
12. Aspetti da considerare sugli utili per azione
13. Un confronto fra quattro società quotate
14. La selezione dei titoli per l’investitore difensivo
15. La selezione dei titoli per l’investitore intraprendente
16. Le emissioni convertibili e i warrant
17. Quattro case study estremamente istruttivi
18. Un confronto tra otto coppie di aziende
19. Azionisti e management: la politica dei dividendi
20. Il «margine di sicurezza» come concetto centrale degli investimenti

- Poscritto
- Appendici

## Investimento vs speculazione
Nel primo capitolo del libro Graham distingue tra investimento e speculazione. In particolare, egli riprende la definizione di investimento già presente in Security Analysis (1934):
In altre parole, secondo Graham l'attività d'investimento deve possedere 3 elementi, senza i quali è pura speculazione, ossia:
- analisi approfondita di una società e verifica della solidità del suo business, prima di acquistarne le azioni;
- protezione calcolata del capitale contro eventuali perdite importanti;
- ritorno adeguato (non straordinario) sull'investimento.

L'investitore, dunque, calcola il valore delle azioni in base al valore della società e del suo business; lo speculatore, invece, scommette che il prezzo delle azioni salirà e che qualcuno sarà disposto a comprarle anche ad un prezzo alto. Il primo giudica "il prezzo di mercato in base a standard di valore stabiliti"; il secondo, invece, "basa [i propri] standard di valore in base al prezzo di mercato". L'uno non dà alcun valore alle quotazioni dei titoli; per l'altro "sono come ossigeno".
L'investitore intelligente naturalmente sa che laddove c'è un'opportunità di profitto, c'è anche una certa percentuale di rischio: il rendimento e il rischio sono inevitabilmente correlati, né esistono investimenti redditizi privi di rischiosità. Tuttavia, sottolinea Graham, il rischio legato all'investimento cresce vertiginosamente nel momento in cui l'investitore:
- non possiede conoscenze e competenze appropriate;
- rischia nella speculazione più denaro di quanto possa permettersi effettivamente di perdere;
- segue il mercato, lasciandosi influenzare dal giudizio altrui e sopraffare dalle emozioni.

## Il portafoglio dell'investitore
Secondo la visione tradizionale, il tasso di rendimento è più o meno proporzionale al grado di rischio che l'investitore è pronto a correre. Tuttavia, secondo Graham, "il tasso di rendimento ricercato deve dipendere piuttosto dalla misura dell'impegno intelligente che l'investitore è disposto e in grado di mettere in campo nel proprio compito". Pertanto "il rendimento minimo spetta al nostro investitore passivo, che vuole sia la sicurezza che la libertà dalle preoccupazioni"; invece, "il massimo rendimento verrebbe realizzato dall'investitore attento e intraprendente che padroneggia la massima intelligenza e competenza". In altre parole, il rendimento atteso dall'investitore non dipende dalla sua propensione al rischio, bensì dal suo impegno nell'attività di investimento, nonché dalla sua conoscenza e competenza; di conseguenza, dunque, un investitore attivo otterrà sempre rendimenti superiori rispetto ad un investitore passivo.
Dunque, dice Graham, l'aggressività del portafoglio "dipende non tanto dalla tipologia di investimenti effettuati, quanto piuttosto dalla tipologia di investitore che si desidera essere". Pertanto, ci sono due modi di essere un investitore intelligente:
- ricercare, selezionare e monitorare continuamente un mix dinamico di azioni, titoli o fondi comuni d'investimento;
- oppure creare un portafoglio permanente che funziona con il pilota automatico e non richiede ulteriori sforzi.

Il primo è un approccio "attivo" o "intraprendente" e richiede una grande quantità di tempo ed energie; il secondo, invece, è un approccio "passivo" o "difensivo", che richiede poco tempo e sforzo, ma porta minori rendimenti. L'uno si addice all'investitore che ha tempo da dedicare all'attività d'investimento (considerando appunto l'investimento come un'attività a tempo pieno), è molto competitivo ed è pronto ad accettare una complicata sfida intellettuale; l'altro, invece, si addice all'investitore che ricerca la semplicità e non desidera pensare al denaro.

## Le regole dell'investimento
Nel libro Graham enuncia 7 regole di base che l'investitore deve seguire nella selezione dei titoli azionari:
1. adeguata dimensione dell'azienda - Graham suggerisce di prendere in considerazione solo le società che abbiano un fatturato non inferiore ai 100 milioni per le aziende industriali e non inferiore ai 50 milioni per le utility (occorre considerare che Graham scrive all'inizio degli anni '70), escludendo le piccole società, in quanto esse sono più vulnerabili ad eventuali vicissitudini;
2. situazione finanziaria sufficientemente solida - Il totale degli asset deve essere almeno il doppio dell’indebitamento;
3. stabilità degli utili - l'azienda deve aver prodotto utili almeno negli ultimi 10 anni;
4. pagamento dei dividendi - i dividendi devono essere stati distribuiti ininterrottamente per almeno 20 anni;
5. crescita degli utili - gli utili devono essere aumentati di almeno un terzo negli ultimi 10 anni;
6. moderato rapporto prezzo/utili - il prezzo corrente delle azioni deve eguagliare non più di 15 volte l'ammontare degli utili medi relativi agli ultimi 3 anni;
7. moderato rapporto prezzo/valore contabile degli asset - il prezzo corrente delle azioni non deve essere superiore a 1,5 volte il valore contabile degli asset

Un rapporto prezzo/utili superiore a 15 volte l'ammontare degli utili può essere giustificato a condizione che via sia un rapporto prezzo/valore contabile degli asset inferiore al massimo consigliato. In ogni caso, il valore derivante dalla moltiplicazione dei due rapporti (cioè prezzo/utili e prezzo/valore contabile degli asset) non deve essere superiore a 22,5 (che è dato appunto da 15 moltiplicato per 1,5): ad esempio potrebbe essere ammissibile un rapporto prezzo/utili pari a 9 e un rapporto prezzo/valore contabile degli asset pari a 2,5.

## Le fluttuazioni di mercato
Le azioni ordinarie sono soggette a ricorrenti e ampie fluttuazioni di mercato, che ne fanno oscillare i prezzi. Tuttavia, l'investitore intelligente non dovrebbe temere tali fluttuazioni, bensì dovrebbe vederle come un'opportunità di profitto. In particolare, ci sono due approcci per trarne profitto:
- timing - l'investitore tenta di anticipare i movimenti del mercato azionario, comprando o mantenendo in portafoglio le azioni quando prevede un rialzo, vendendo o astenendosi dal comprare quando prevede un ribasso;
- pricing - l'investitore si astiene dall'acquisto di azioni finché non percepirà la possibilità di acquistarle ad un prezzo sufficientemente basso.

Con il secondo approccio l'investitore cerca di acquistare azioni quando esse hanno una quotazione inferiore al fair value e le vende quando invece hanno una quotazione superiore, o quanto meno egli cerca di acquistare azioni ad un prezzo che non sia troppo alto; l'investitore intelligente può trarre beneficio da tale approccio a patto che non si focalizzi sul timing nel tentativo di "prevedere" ciò che il mercato farà, onde evitare di trasformarsi in uno speculatore, il quale - al contrario - punta a realizzare profitti in un lasso di tempo abbastanza breve. Anche da questo punto di vista, dunque, l'investitore e lo speculatore si distinguono, dal momento che il primo non dà vero valore al tempo, a meno che non gli consenta di acquistare le azioni ad un prezzo molto basso o di riacquistare le azioni che ha venduto ad un prezzo più basso del prezzo di vendita; per il secondo, invece, il tempo è tutto, dato che egli mira a realizzare profitti nel breve e non è interessato al prezzo, a meno che egli non riesca a "comprare a poco e vendere a tanto".
D'altra parte, la strategia seguita solitamente dallo speculatore è molto difficile da applicare e può risultare snervante per via della repentinità delle fluttuazioni di mercato. Peraltro, avverte Graham, non si può nemmeno pensare di fare sulle formule, le quali smettono di funzionare sia perché con il passare del tempo sono meno adottabili, sia perché le possibilità di guadagno si riducono all'aumentare del numero di "investitori" che le applicano. Difatti, scrive Graham:
Per spiegare l'atteggiamento dell'investitore intelligente rispetto alle fluttuazioni di mercato, Graham utilizza la parabola di Mr. Market. Rivolgendosi al lettore, Graham scrive:
Secondo Graham, dunque, il vero investitore che detiene azioni ordinarie nel proprio portafoglio deve aspettarsi di vederne fluttuare i prezzi nel tempo. Tuttavia, anziché temere tali fluttuazioni, egli può trarne vantaggio in due modi:
- acquistando azioni quando il loro prezzo è ingiustificatamente basso, cioè è inferiore al valore intrinseco della società;
- vendendo azioni quando il loro prezzo è irragionevolmente alto, cioè è superiore al valore intrinseco della società.

È evidente, dunque, che apprendere il giusto atteggiamento verso le fluttuazioni dei mercati è un passaggio fondamentale nella formazione di qualunque investitore di successo, professionale o meno che sia. L'investitore intelligente, piuttosto che prestare attenzione all'umore del mercato, si concentra sul formulare una propria valutazione del valore della società di cui detiene le azioni e, quindi, del valore della singola azione. Solo quando egli ha effettuato tale valutazione può decidere se il prezzo che Mr. Market gli propone è un affare o meno. In ogni caso, ammonisce Graham, ciò che l'investitore intelligente non deve mai fare è cedere alla tentazione di "seguire la folla", perché nel 99% dei casi avrà solo da perdere.

## Azionisti e management
Secondo Graham gli azionisti hanno diritto di mettere in discussione l'operato del management quando i risultati:
- sono insoddisfacenti di per sé;
- sono inferiori a quelli ottenuti da altre società simili;
- hanno determinato un prezzo di mercato di lungo termine insoddisfacente.

In merito alla politica dei dividendi, Graham ritiene che il trattenimento (parziale o totale) degli utili prodotti dalla società non possa essere giustificato dalla "necessità" di denaro da parte dell'azienda, a meno che tali risorse non siano utilizzate per un'espansione profittevole della società stessa, creando in questo modo un vantaggio anche per gli azionisti. In ogni caso, precisa Graham, in un certo senso gli utili "appartengono" agli azionisti, i quali hanno dunque diritto a riceverne il pagamento mediante la distribuzione dei dividendi, sia pure entro i limiti di una gestione prudente. D'altra parte, fermo restando che gli utili distribuiti sotto forma di dividendi sono "soldi veri", mentre quelli trattenuti in azienda possono presentarsi o meno come valori tangibili per gli azionisti, il mercato azionario nella sostanza tende a pregiudicare le società che distribuiscono dividendi sostanziosi rispetto a quelle che invece distribuiscono dividendi più piccoli o non ne distribuiscono affatto, come ad esempio fa attualmente la Berkshire Hathaway, la quale non distribuisce dividendi dal 1967.

## Il margine di sicurezza
Coniato da Benjamin Graham e David Dodd, il termine margine di sicurezza è stato usato per la prima volta nel libro Security Analysis (1934) e poi ripreso in The Intelligent Investor "come concetto centrale dell'investimento". Esso è dato dalla differenza tra il valore intrinseco di un'azione e il suo prezzo di mercato ed ha la funzione di "rendere non necessaria un'accurata stima del futuro", sicché "se il margine è grande, allora è sufficiente per presumere che gli utili futuri non saranno molto al di sotto di quelli passati in modo che un investitore si senta sufficientemente protetto contro le vicissitudini del tempo". D'altra parte, in una conferenza tenuta nel 1972, Graham affermò che "il margine di sicurezza è la differenza tra il tasso percentuale degli utili per azione al prezzo pagato per essa e il tasso d'interesse sui titoli obbligazionari, e quel margine di sicurezza è la differenza che assorbirebbe sviluppi insoddisfacenti". In ogni caso, precisa Graham, "il margine di sicurezza dipende sempre dal prezzo pagato".